# William Evans Burton
William Evans Burton (Londres, Inglaterra, 24 de septiembre de 1804 - Nueva York, Estados Unidos, 9 de febrero de 1860) fue un editor, dramaturgo, director y actor de teatro británico.

## Biografía
Hijo de George William Burton, un impresor y autor de Research into the religions of the Eastern nations as illustrative of the scriptures (1805), nació el 24 de septiembre de 1804 en la ciudad inglesa de Londres. Fue educado para hacer carrera en la Iglesia y entró en el negocio familiar tras la muerte de su padre, pero el éxito que cosechó como actor aficionado le llevó a dedicarse al teatro. 
Después de trabajar varios años en las provincias, en 1831 realizó su primera aparición en los escenarios de Londres. Tres años después viajó a Estados Unidos, donde en Filadelfia interpretó al doctor Ollapod en la obra The Poor Gentleman. Alcanzó un lugar destacado como actor y director en dicha ciudad, así como en Baltimore y Nueva York, y el teatro que había arrendado en esta última cambió su nombre por el de Burton. Cosechó un gran éxito popular con su participación en dramatizaciones de las novelas de Charles Dickens, entre ellas su interpretación del capitán Cuttle en Dombey and Son, de John Brougham. 
Burton fue el autor de un gran número de obras de teatro, como Ellen Wareham (1833), que fue produjo simultáneamente en cinco teatros de Londres. En Filadelfia estableció la Burton's Gentleman's Magazine, de la que Edgar Allan Poe fue editor durante algún tiempo. Él mismo fue editor del Cambridge Quarterly y del Souvenir, y autor de varios libros como Cyclopaedia of Wit and Humour (1857). Murió el 9 de febrero de 1860 en Nueva York.